# Dolmen von Giverzac

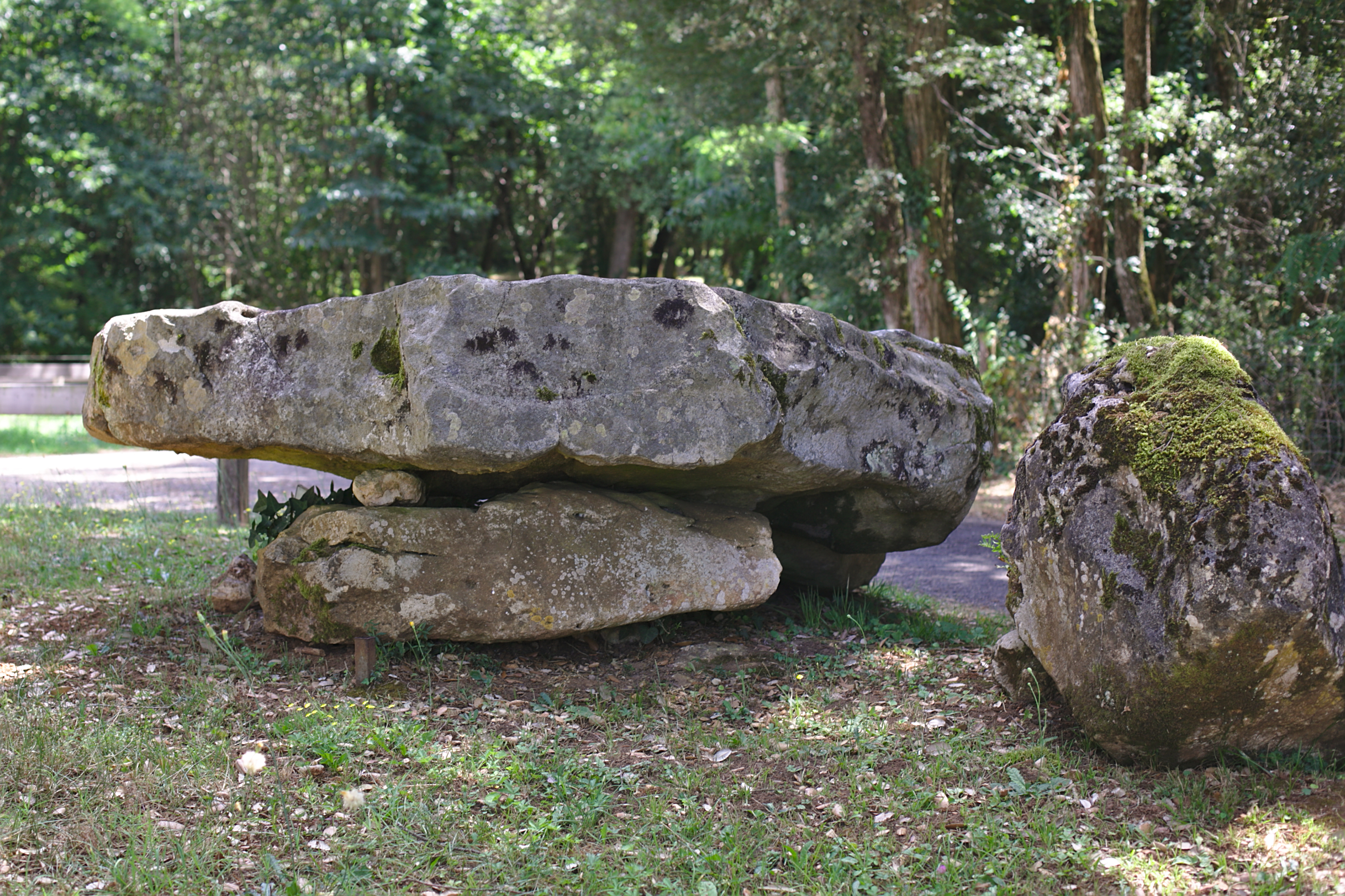
Dolmen von Giverzac

Der Dolmen von Giverzac liegt östlich vom Weiler Ravette le Long und östlich von Domme im äußersten Osten des Département Dordogne in Frankreich. Dolmen ist in Frankreich der Oberbegriff für neolithische Megalithanlagen aller Art (siehe: Französische Nomenklatur).
Der Dolmen simple wurde bereits 1818 von François Jouannet (1765–1845) erwähnt. Er besteht aus einer Sandsteinplatte, die als Deckstein auf einem 1,36 m langen, 1,1 m breiten und 0,47 m hohen Orthostaten und einem 0,55 m langen, 0,35 m breiten und 0,36 m hohen Bruchstück ruht. Die dritte dahinter sichtbare, 1,34 m lange und 1,03 m hohe Platte ist wahrscheinlich die ehemalige Endplatte. Der Dolmen wurde nach dem Zusammenbruch unsachgemäß zusammengefügt. 
Der Dolmen von Giverzac wurde 1962 als Monument historique registriert.